# Zapata, Texas
Zapata är en så kallad census designated place i den amerikanska delstaten Texas med en yta av 20 km² och en folkmängd som uppgår till 4 856 invånare (2000). Zapata är administrativ huvudort i Zapata County.

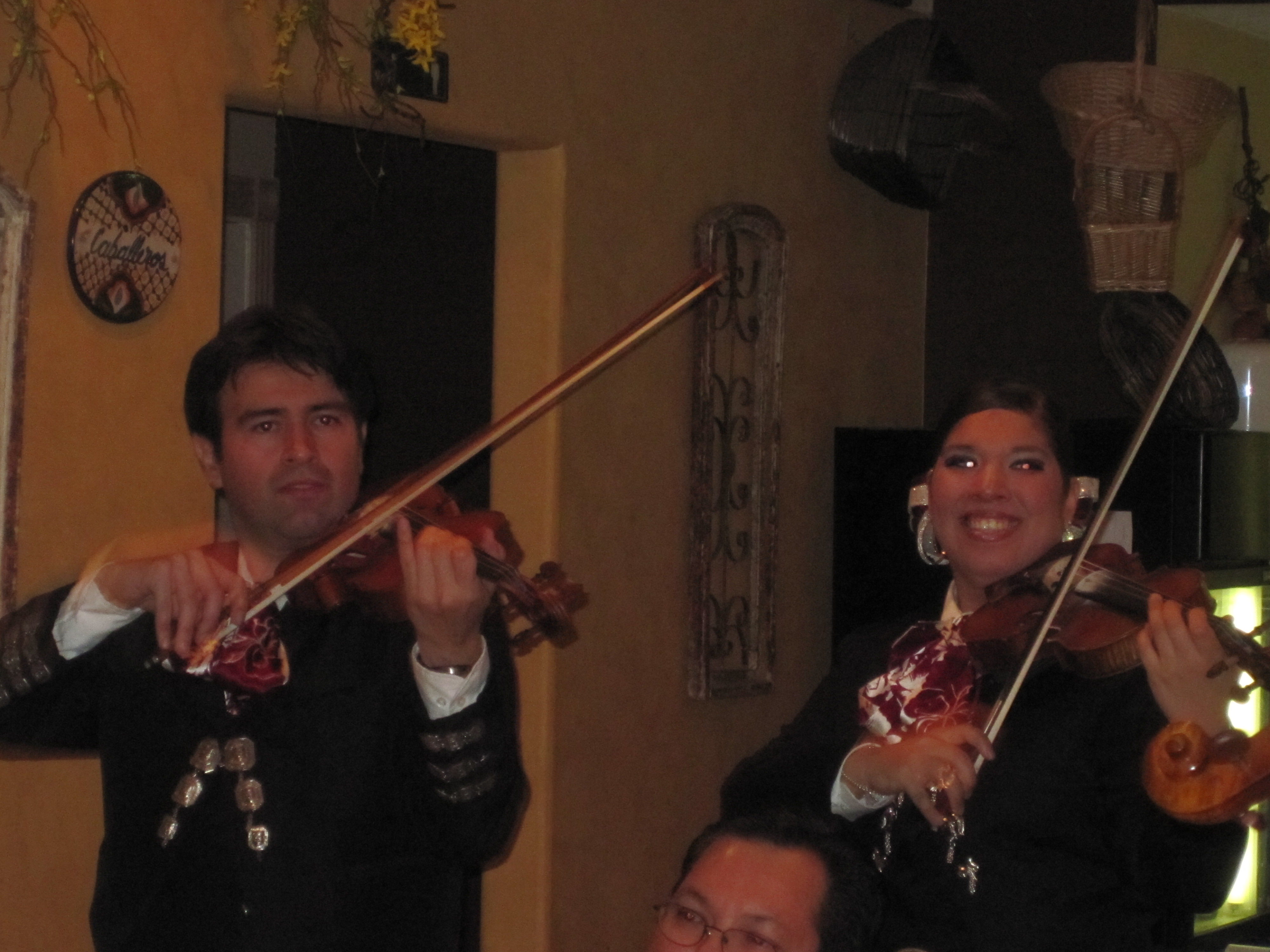
Mariachi Herencia Mexicana uppträder i Zapata
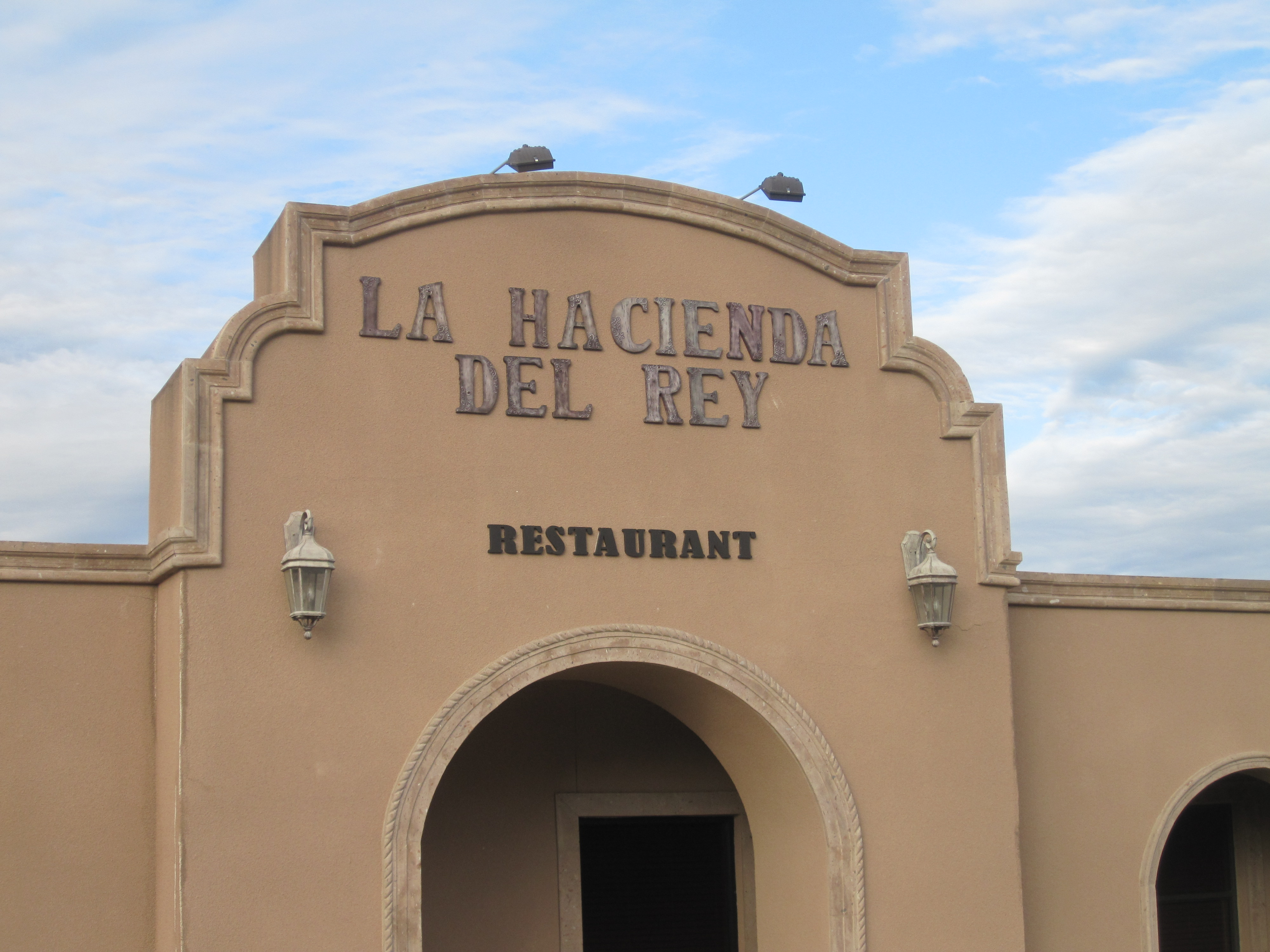
Restaurang La Hacienda del Rey i Zapata